# Batrachoides boulengeri
Batrachoides boulengeri es una especie de pez del género Batrachoides, familia Batrachoididae. Fue descrita científicamente por Gilbert & Starks en 1904.
Se distribuye por el Pacífico Central Oriental: conocido solo de la bahía de Panamá. La longitud estándar (SL) es de 36,2 centímetros. Especie demersal.
Está clasificada como una especie marina inofensiva para el ser humano.